# Čovek koji je jeo zlato
Čovek koi je jeo zlato je 1. epizoda strip serijala Pogrebnik. Objavljena je u Srbiji 2016. godine u izdanju izdavačke kuće Makondo iz Beograda 2016. godine. Epizoda je bila u boji i imala 64 strana, formata 240x310mm. Prevodilac je bio Branislav Glumac. Tiraž je bio 500 primeraka. Cena je bila 1.555 dinara (oko 13 €).

## Originalno izdanje
Epizoda se pojavila originalno pod nazivom Le Mangeur d’or u izdanju francuske kuće Dargaud Benelux po ceni od 15 €. Izašla je 2014. godine. Scenario je napisao Gzavije Dorison (Xavier Dorison), nacrtao Ralf Mejer (Ralph Meyer, a kolorisali Karolin Delabi (Caroline Delabie) i Ralf Mejer.

## Prethodna i naredna epizoda
Naredna epizoda nosila je naziv Ples lešinara.